# Киллик, Джон
Джон Киллик (англ. John Edward Killick; 18.11.1919 — 12.02.2004) — дипломат Великобритании.

## Биография
Учился в школе Latymer Upper и Университетском колледже Лондона, а затем некоторое время накануне войны в Боннском университете.
В годы войны с 1940 года служил в пехоте и в ВДВ. Был демобилизован в 1948 году.
После двух лет на службе в Форин-офис до 1951 года работал в Германии, последовательно в Берлине, Франкфурте, Бонне.
В 1954—1957 годах работал в посольстве Великобритании в Эфиопии.
В 1958—1962 годах работал в департаменте Западной Европы Форин-офис.
В 1963—1968 годах советник, глава канцелярии посольства Великобритании в Вашингтоне.
В 1968—1971 годах помощник заместителя министра иностранных дел.
В 1971—1973 годах посол Великобритании в СССР.
На начало его работы в Москве пришлась высылка 105 советских разведчиков из Британии.
Некоторое время заместитель постоянного заместителя министра иностранных дел.
C октября 1975 года до своей отставки в 1979 году постоянный представитель Великобритании в НАТО, в Брюсселе.
Перед выборами 1976 года в Италии, на которых вполне вероятной считалась победа коммунистов, писал: "Присутствие министров-коммунистов в итальянском правительстве создаст непосредственную проблему, угрожающую безопасности альянса".
Рыцарь Великого Креста ордена Святого Михаила и Святого Георгия (1979, рыцарь-командор 1971, кавалер 1966).
Был женат дважды. С 1949 года на Lynette du Preez (уроджённой Leach), после её смерти в 1984 году с 1986 года был женат на Irene Easton (ум. 1995).